# یواس‌اس استرینگهام (تی‌بی-۱۹)

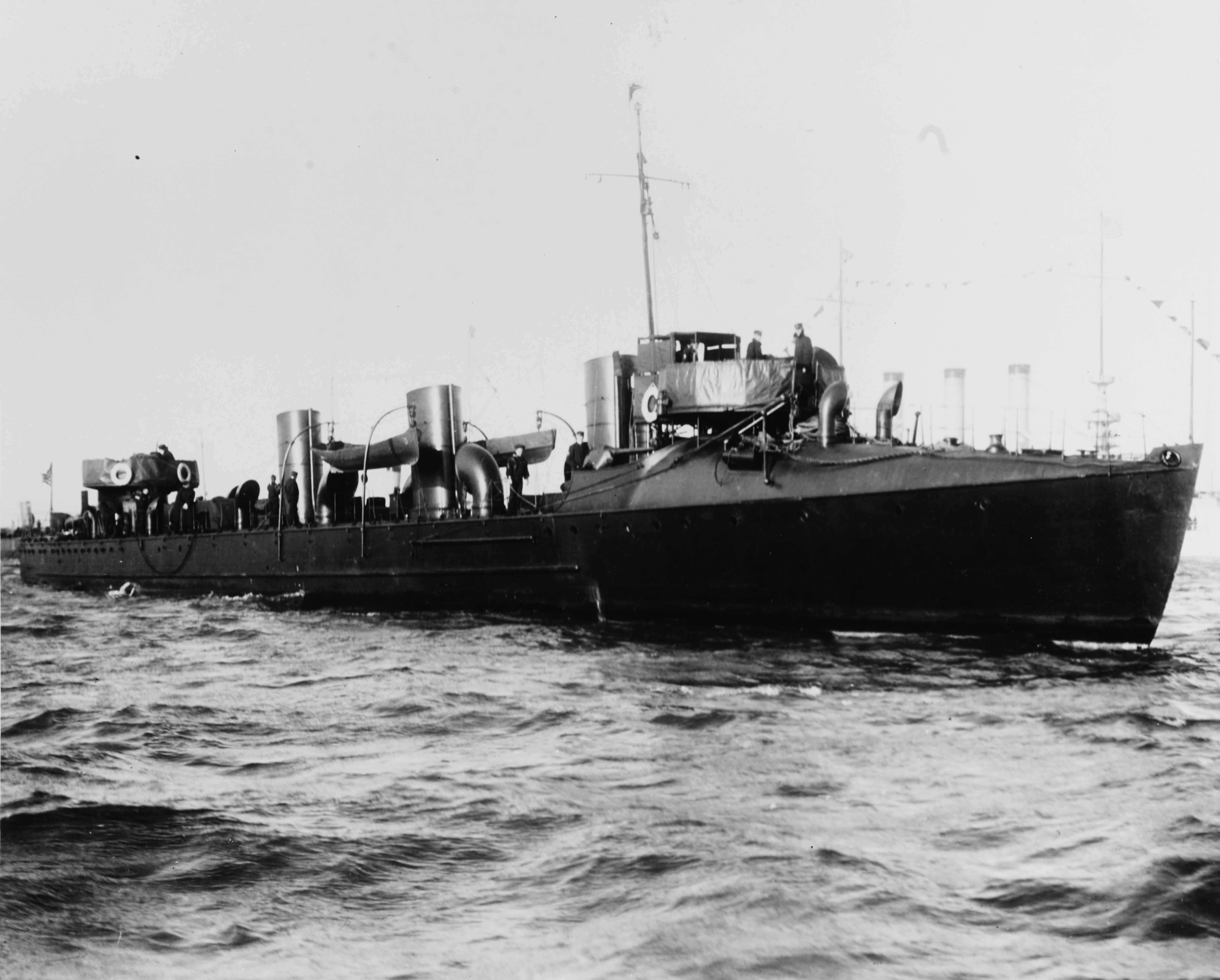
یواس‌اس استرینگهام (تی‌بی-۱۹)

یواس‌اس استرینگهام (تی‌بی-۱۹) (به انگلیسی: USS Stringham (TB-19)) یک کشتی بود که طول آن ۲۳۲ فوت ۴ اینچ (۷۰٫۸۲ متر) بود. این کشتی در سال ۱۸۹۹ ساخته شد.